# جگوار کارز

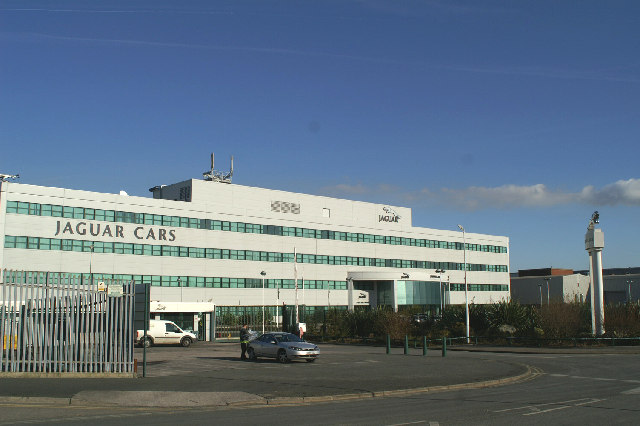
کارخانه مرکزی جگوار لندرور

جگوار کارز (به انگلیسی: Jaguar Cars) شرکت خودروسازی بریتانیایی است، که دفتر مرکزی آن در شهر وایتلی، کاونتری، در کشور انگلستان قرار دارد. این شرکت هم‌اکنون زیرمجموعه‌ای از گروه خودروسازی جگوار لندرور به‌شمار می‌آید، که خود از شرکت‌های تابعه شرکت هندی تاتا موتورز می‌باشد.
جگوار در سال ۱۹۲۲ تحت نام سوالو سایدکار کمپانی، توسط ویلیام لیونز تأسیس شد. این شرکت پس از جنگ جهانی دوم به جگوار تغییر نام داد. در ۱۹۳۴ خودروهای تولید شده توسط شرکت جگوار، نخست با نام اس‌اس و اندکی بعد با نام اس‌اس جگوار، به بازار عرضه شدند. این شرکت در ۱۹۶۶ به بریتیش موتور هلدینگز فروخته شد.
دو سال بعد، در ۱۹۶۸ جگوار با لیلاند موتورز ادغام گردید و شرکت جدید بریتیش لیلاند نام گرفت. شرکت خودروسازی جگوار در سال ۱۹۷۵ توسط دولت بریتانیا، ملی اعلام شد. در ابتدای دهه ۱۹۸۰ روند خصوصی‌سازی در این شرکت آغاز گردید، که سرانجام در پی جدایی از بریتیش لیلاند، با نام کنونی، یعنی جگوار کارز به‌ثبت رسید. در سال ۱۹۸۴ شرکت جگوار موفق شد که به عنوان یک شرکت مستقل وارد بازار بورس لندن گردد، ولی در سال ۱۹۹۰ کلیه سهام آن توسط شرکت آمریکایی فورد خریداری شد و برای قریب به دودهه، تحت مدیریت فورد به فعالیت ادامه داد.
در تاریخ ۲ ژوئن ۲۰۰۸ شرکت تاتا موتورز، جگوار را از فورد خریداری نمود. سپس با ادغام لندرور و جگوار، گروه جگوار لندرور را راه‌اندازی کرد. هم‌اکنون جگوار کارز به همراه لندرور و رنجرور، تحت مدیریت گروه جگوار لندرور فعالیت می‌کند.
شرکت جگوار همواره یکی از فعال‌ترین خودروسازها در زمینه طراحی و ساخت خودروهای لوکس سفارشی بوده‌است، که بارها برای الیزابت دوم، چارلز، شاهزاده ولز و سران سیاسی دیگر کشورها، خودروهای سفارشی تولید کرده‌است. در سال‌های گذشته نیز شرکت جگوار اقدام به ساخت خودرو برای نخست‌وزیر بریتانیا نموده‌است. واپسین خودروی تولیدشده توسط این شرکت، مدل جگوار ایکس‌جی می‌باشد، که در ماه مه سال ۲۰۱۰ عرضه شده‌است.

## تاریخچه

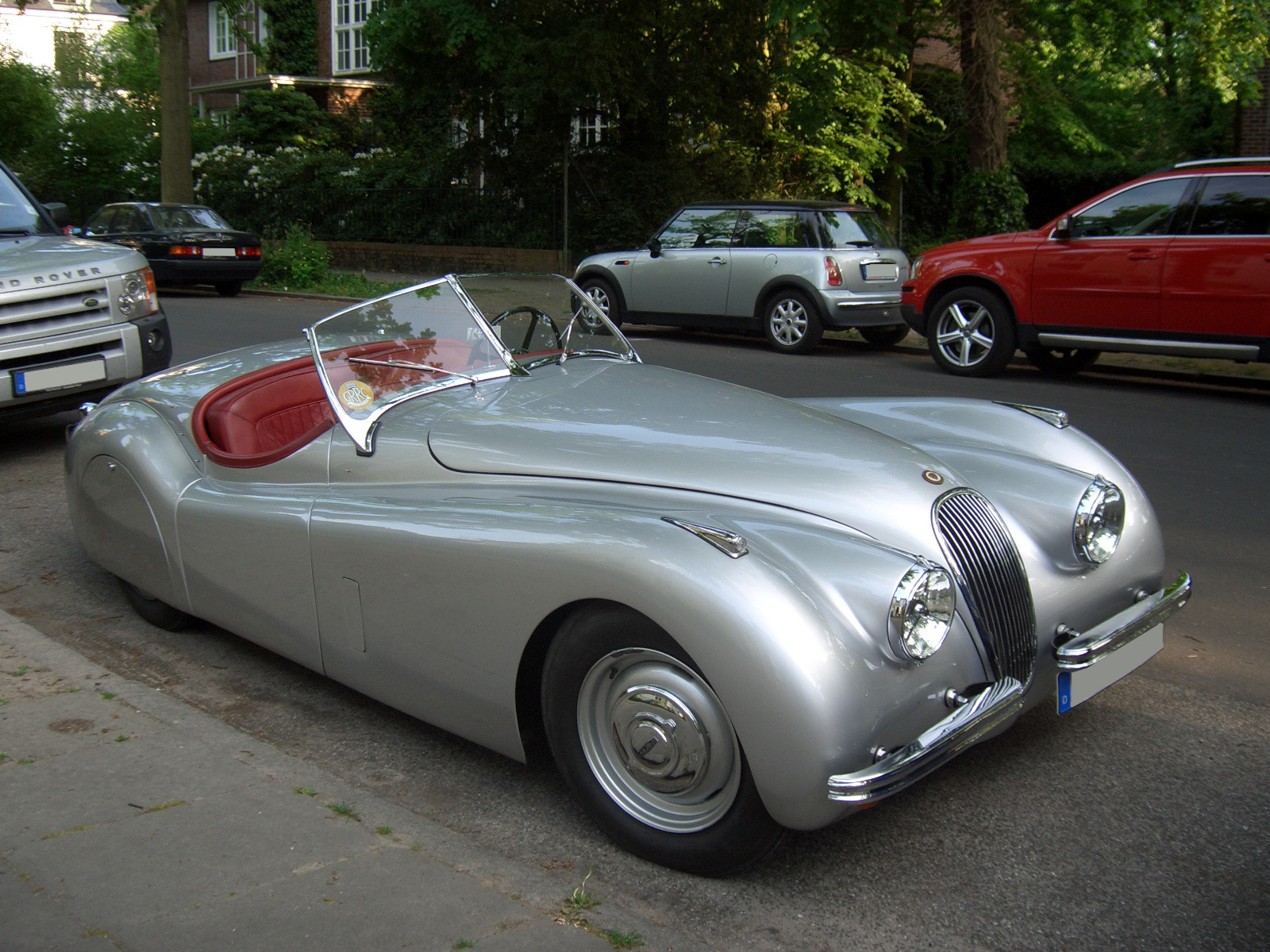
جگوار ایکس‌کی۱۲۰

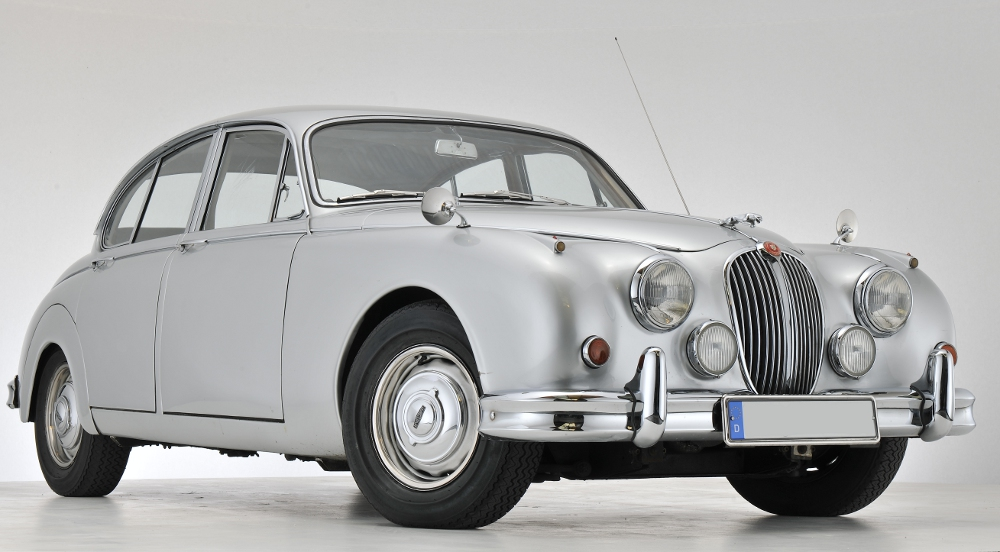
جگوار ام‌کی ۲

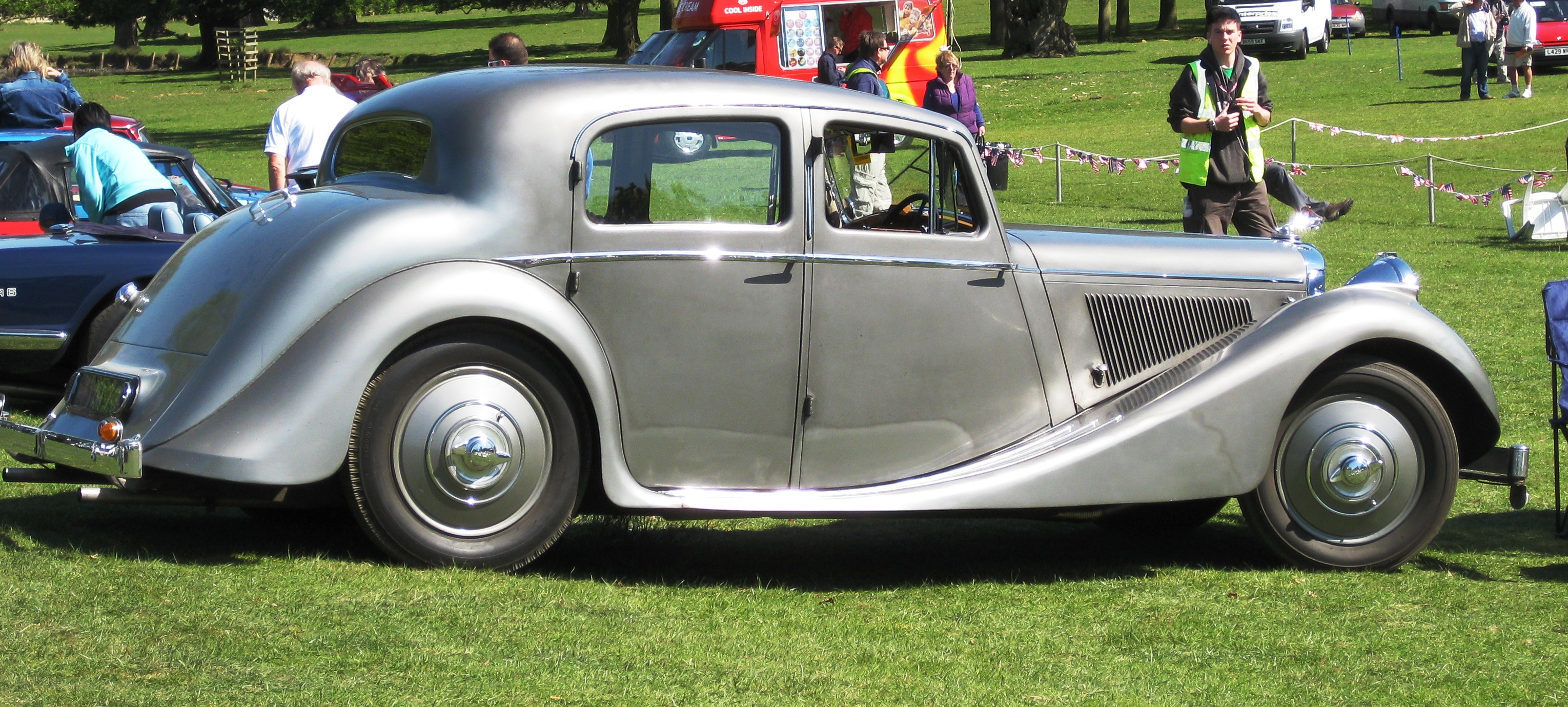
جگوار ام‌کی۵

جگوار کارز شرکت تولیدکننده خودروهای لوکس می‌باشد، که دفتر مرکزی آن در کاونتری انگلستان قرار دارد. این شرکت اکنون زیرمجموعه کمپانی «تاتا موتورز» بوده و در بخش تجاری «جگوار لندرور» این گروه فعالیت می‌کند.
این شرکت در سال ۱۹۲۲ توسط سر ویلیام لیونز و ویلیام والمزلی با نام «سوالو سایدکار کمپانی» (به انگلیسی: Swallow Sidecar Company) تأسیس شد و در ابتدا به تولید اتاقک اضافه کنار موتورسیکلت می‌پرداخت.
این شرکت پس از جنگ جهانی دوم در سال ۱۹۳۴ به «اس‌اس کارز» تغییر نام داد و سرانجام در سال ۱۹۴۵ با نام کنونی یعنی جگوار کارز به ثبت رسید. شعار تبلیغاتی جگوار «ظرافت، وسعت، سرعت» بود و در دهه ۱۹۵۰ در مسابقات اتومبیل‌رانی بسیار موفق ظاهر شد.
جگوار پس از ادغام با کمپانی «بریتیش موتور» در سال ۱۹۶۸ جزئی از کارخانه «بریتیش لیلاند» گردید، که پیش از آن شرکت‌های روور و «استاندارد ترایمف» را نیز خریداری کرده بود. دو سال بعد جگوار و دایملر دو قطب بزرگ بریتیش لیلاند شده بودند و روور و ترایمف، در سوی دیگر قرار داشتند. تا اینکه در اوایل دهه ۱۹۸۰ بیشتر این شرکت‌ها به «گروه آستین روور» پیوستند که البته جگوار در بین آن‌ها نبود.
جگوار در سال ۱۹۸۴ وارد بورس لندن شد و بلافاصله پس از عرضه سهام خود به‌طور عمومی، در لیست ۱۰۰ شرکت برتر این مرکز قرار گرفت. این شرکت پنج سال بعد توسط کمپانی فورد خریداری شد، که در پی آن، از فهرست شرکت‌های بورس لندن خارج گردید. جگوار تاکنون دو نشان سلطنتی از ملکه الیزابت دوم و پرنس چارلز دریافت کرده‌است.
پس از چندین بار تغییر مالکیت در تاریخ ۲۶ مارس ۲۰۰۸ مدیران شرکت فورد اعلام کردند، که قصد فروش جگوار و روور به یک شرکت هندی به نام تاتا موتورز را دارند، که پیش‌بینی می‌شد، این خرید تا پایان فصل دوم سال ۲۰۰۸ انجام شود. قرارداد تاتا موتورز علاوه بر جگوار، سه زیرمجموعه دیگر آن، از جمله بخشی از دایملر کمپانی، متعلق به جگوار، روور و لانکستر را نیز شامل می‌شد و نهایتاً این قرارداد در تاریخ دوم ژوئیه ۲۰۰۸ با مبلغ ۷٫۱ میلیارد پوند، منعقد گردید.
جگوار کارز پس از سال‌ها ناکامی، سرانجام در نمایشگاه خودروی پاریس در سال ۲۰۱۰ بسیار قوی ظاهر شد و از میان صدها خودروی موجود در این نمایشگاه، خودروی جگوار آخرین تکنولوژی‌ها را به کار گرفته بود و به همین دلیل جزو ستارگان نمایشگاه خودروی پاریس لقب گرفت. طراحی بی نظیر و متفاوت خودروی جگوار سی-ایکس۷۵ موجب شد، تا تمامی بازدیدکنندگان نمایشگاه توجه ویژه‌ای به آن داشته باشند و به عنوان ستاره نوظهور صنعت خودروسازی در پاریس معرفی شود.

## خودروهای جگوار

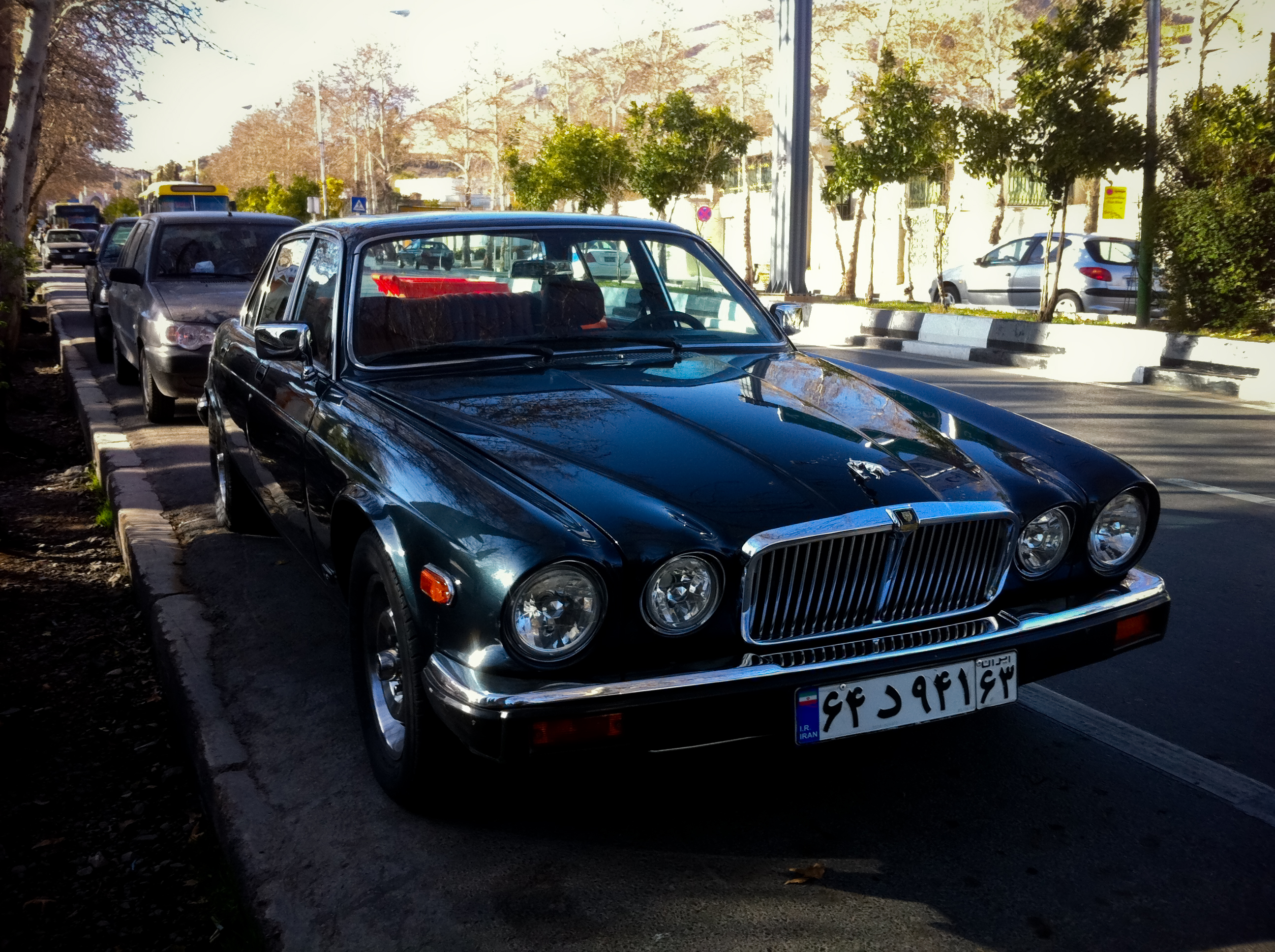
جگوار ایکس‌جی۶ خیابان ارم، شیراز

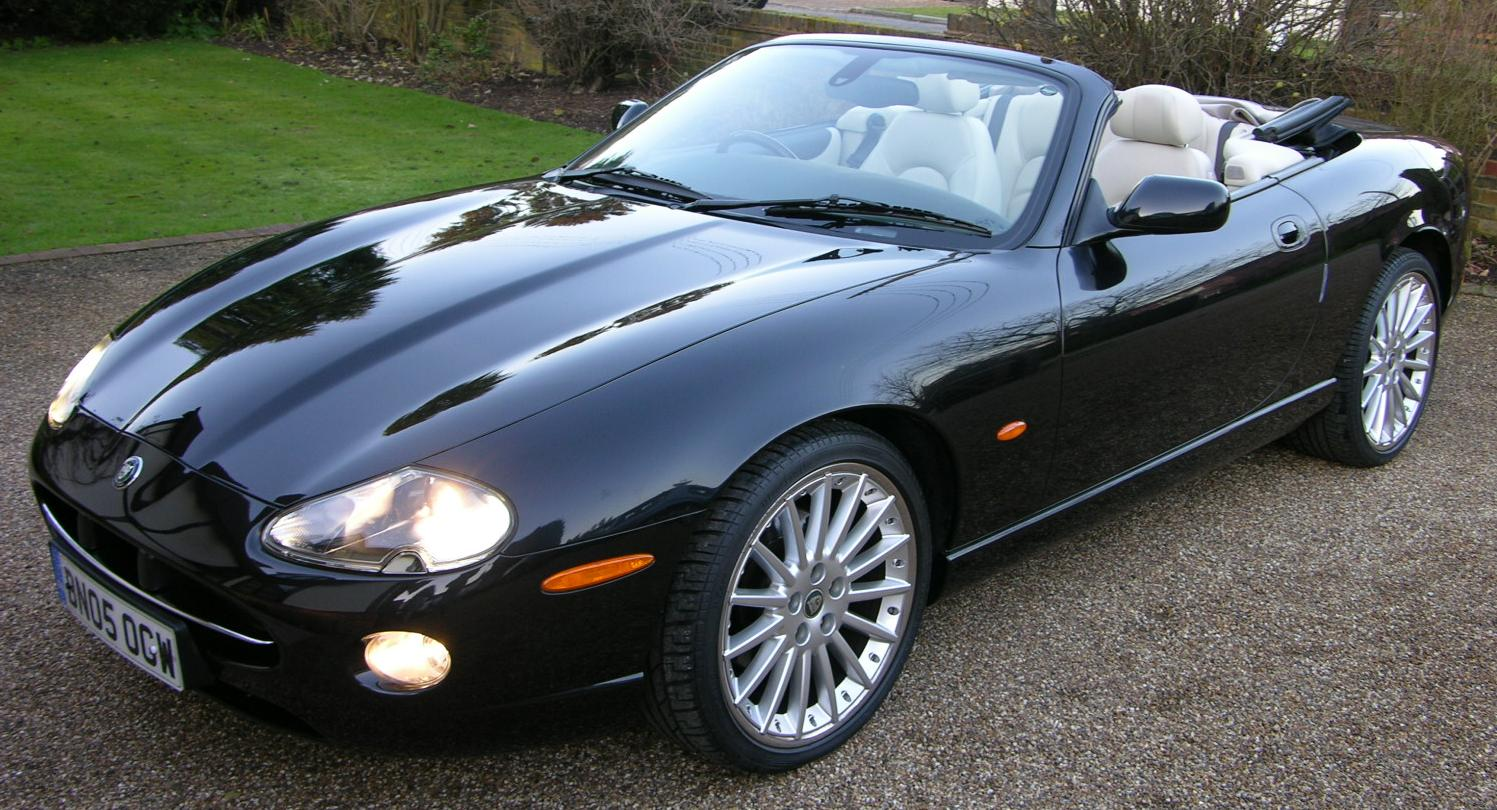
جگوار ایکس‌کی۸

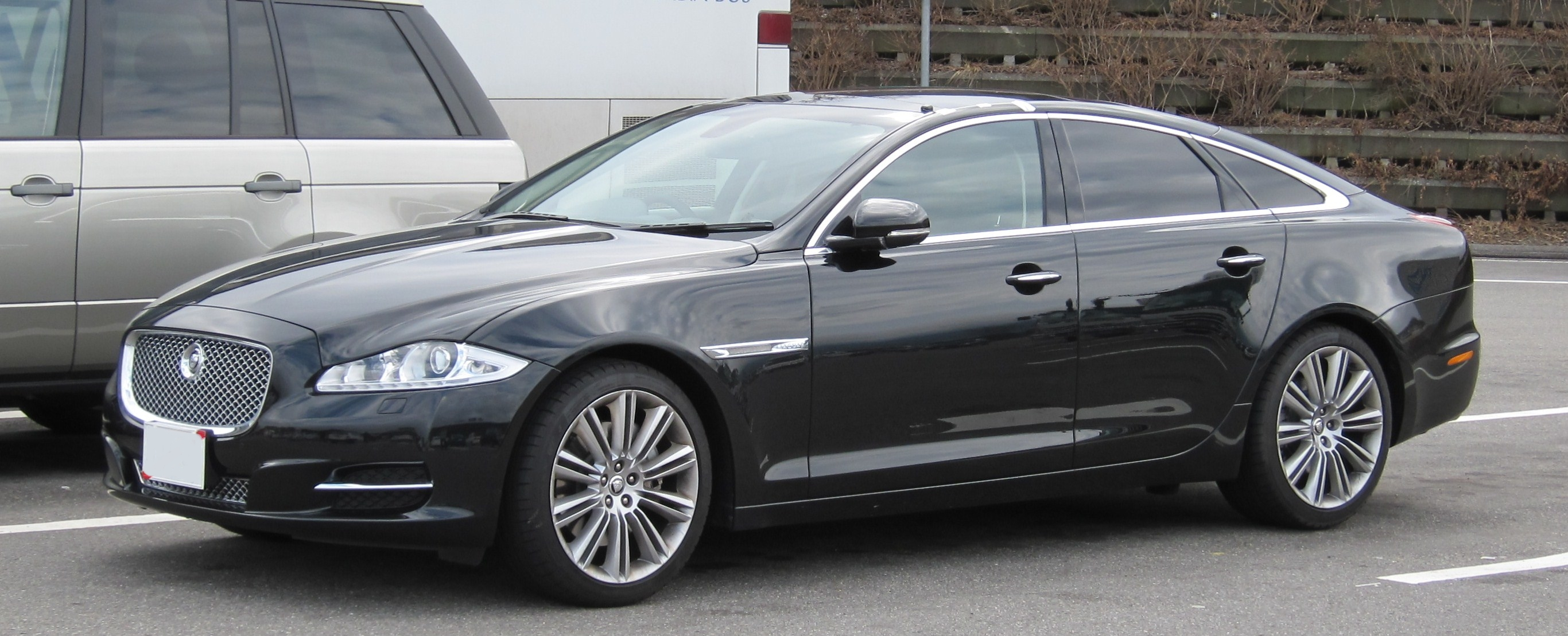
جگوار ایکس‌جی ایکس۳۵۱

این شرکت در ابتدا به تولید موتورسیکلت‌های سایدکار می‌پرداخت، اما پس از مدتی بر تولید خودرو متمرکز شده و نام شرکت در سال ۱۹۳۳ به «اس‌اس کارز» تغییر کرد. جگوار اس‌اس ۱۰۰، نخستین خودرویی بود که در سال ۱۹۳۵ با نام جگوار عرضه شد.
پس از جنگ جهانی دوم و در سال ۱۹۴۵، اس‌اس کارز نام خود را به جگوار تغییر داد، زیرا نام این شرکت مشابه با سازمان شبه نظامی نازی آلمان بود. جگوار مارک پنج، نخستین خودروی جگوار پس از پایان جنگ بود، که در سال ۱۹۴۸ تولید شد. در همان سال سدان لوکس جگوار ایکس‌کا۱۲۰ را نیز روانه بازار کرد، که سریع‌ترین خودروی تولیدی تا آن زمان محسوب می‌شد. این اتومبیل از محبوبیت بسیاری برخوردار شد و به جگوار کمک کرد، تا حضور قدرتمندی در بازار خودروهای اسپورت داشته باشد.
در دهه ۱۹۵۰، صادرات محصولات لوکس جگوار به بازار ایالات متحده آمریکا آغاز شد. جگوار مارک هفت سالون، در سال ۱۹۵۱ و به صورت اختصاصی برای بازار آمریکا معرفی شد. در سال ۱۹۵۶، این خودرو برنده جایزه «رالی مونت کارلو» گردید.
در اواسط دهه ۱۹۵۰ جگوار مدل‌های جگوار مارک هشت و جگوار مارک نه را به خط تولید خود اضافه کرد. همزمان و با ارتقا عملکرد جگوار ایکس‌کا، شرکت مدل جگوار ایکس‌کا۱۴۰ را نیز تولید کرد. پس از آن، جگوار ایکس‌کی۱۵۰ معرفی شد، که سریع‌تر از مدل‌های قبلی خود بود، اما جذابیت مدل‌های ۱۲۰ و ۱۴۰ را نداشت.
در دهه ۱۹۶۰، یکی از مشهورترین خودروهای جگوار متولد شد. جگوار تیپ ای، که در بازار ایالات متحده آمریکا به نام ایکس‌کا ای شناخته می‌شد، در سال ۱۹۶۱ عرضه گردید. این خودروی اسپرت، در دو گونه کوپه و کانورتیبل، عملکرد فوق‌العاده را با ظاهری بسیار جذاب، در هم آمیخته بود. جذابیت جگوار ای تایپ، به حدی بود، که حتی تحسین «انزو فراری»، مؤسس شرکت فراری را نیز در پی داشت.
یک دهه بعد، این شرکت جگوار ایکس‌جی۶سی و جگوار ایکس‌جی۱۲سی کوپه را برای ملحق شدن به محصولات سدان خود معرفی کرد. مدل ایکس‌جی۱۲سی سریعترین سدان تولیدی تا آن زمان بود. در اواسط دهه ۱۹۷۰ میلادی، مدل محبوب تیپ ای، با مدل جگوار ایکس‌جی‌اس جایگزین شد. در دهه ۱۹۸۰ جگوار روند رو به رشد خود را، ادامه داده و مدل جگوار ایکس‌جی‌اس اچ‌ای و خودروی سوپر اسپورت؛ جگوار ایکس‌جی۲۲ را روانه بازار کرد.
البته در آن زمان، خودروهای جگوار به واسطه برخی نقص‌های فنی نیز مشهور شدند، که مشکلات الکتریکی، بیش از سایر موارد، نارضایتی مشتریان اتومبیل‌های جگوار را به همراه داشت. از سوی دیگر، سخت‌تر شدن رقابت، به واسطه حضور خودروهای آلمانی و کمبود منابع مالی، جگوار را بر آن داشت، تا طی همکاری با شرکتی دیگر، به فعالیت‌های خود ادامه دهد. این تصمیم در نهایت به خرید جگوار توسط فورد در سال ۱۹۹۰ منجر شد.
با این وجود، مشکلات مالی جگوار و کاهش فروش این شرکت، فورد را نیز تحت تأثیر قرار داد. از این رو، فورد برای کاهش ضرر خود، جگوار و برند لندرور را در سال ۲۰۰۸ به شرکت هندی تاتا موتورز فروخت. اگرچه عدم اطمینان به جگوار همچنان بر محصولات این برند سایه افکنده بود، اما معرفی مدل‌های جدید مانند جگوار ایکس‌اف و مدل‌های نمادینی مانند جگوار ایکس‌کا و جگوار ایکس‌جی (ایکس۳۵۱) با طراحی جدید، امروزه شرایط را تغییر داده و آینده روشنی را، برای جگوار رقم زده‌است.

## فهرست مدل‌ها

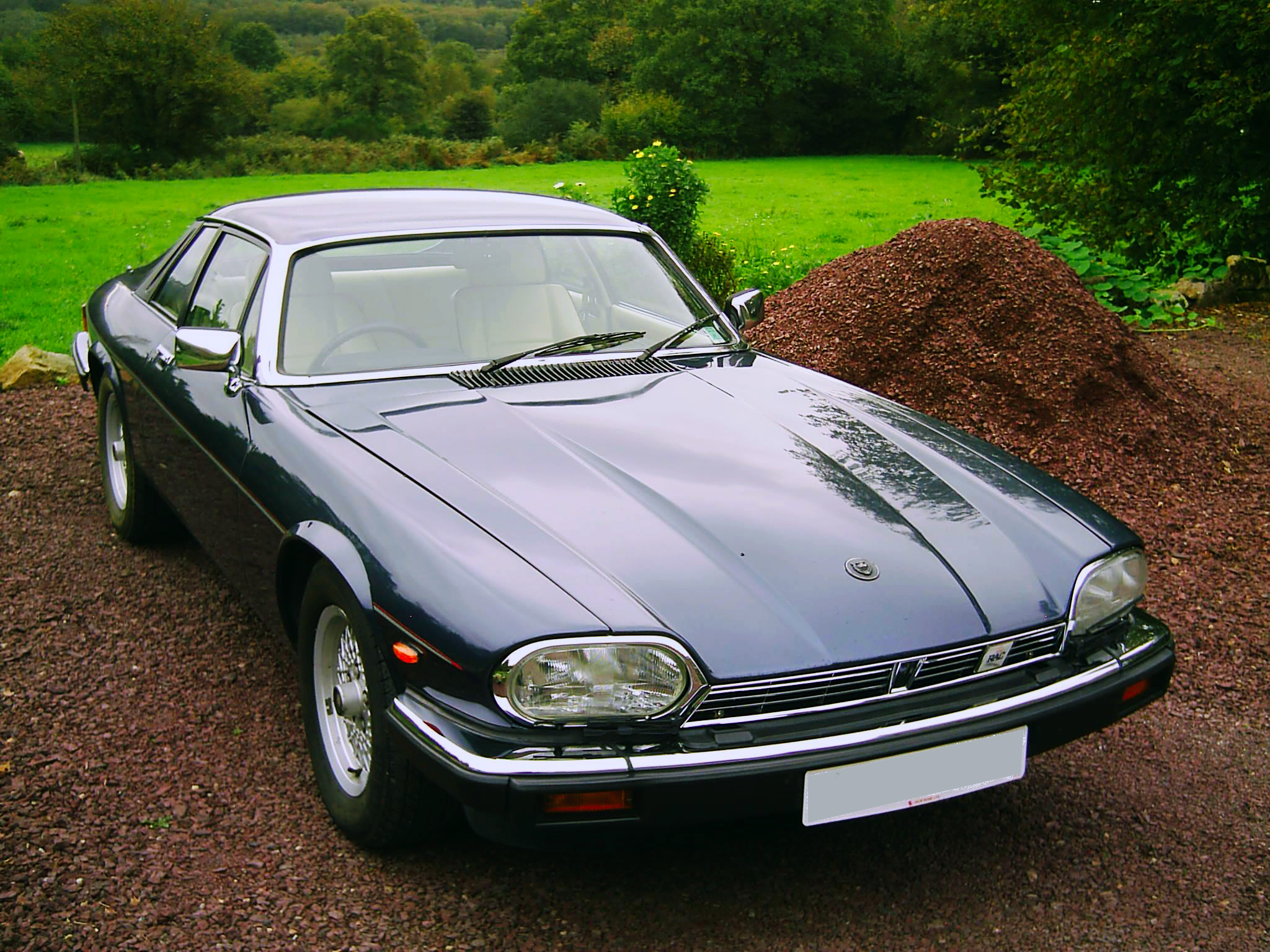
جگوار ایکس‌جی‌اس

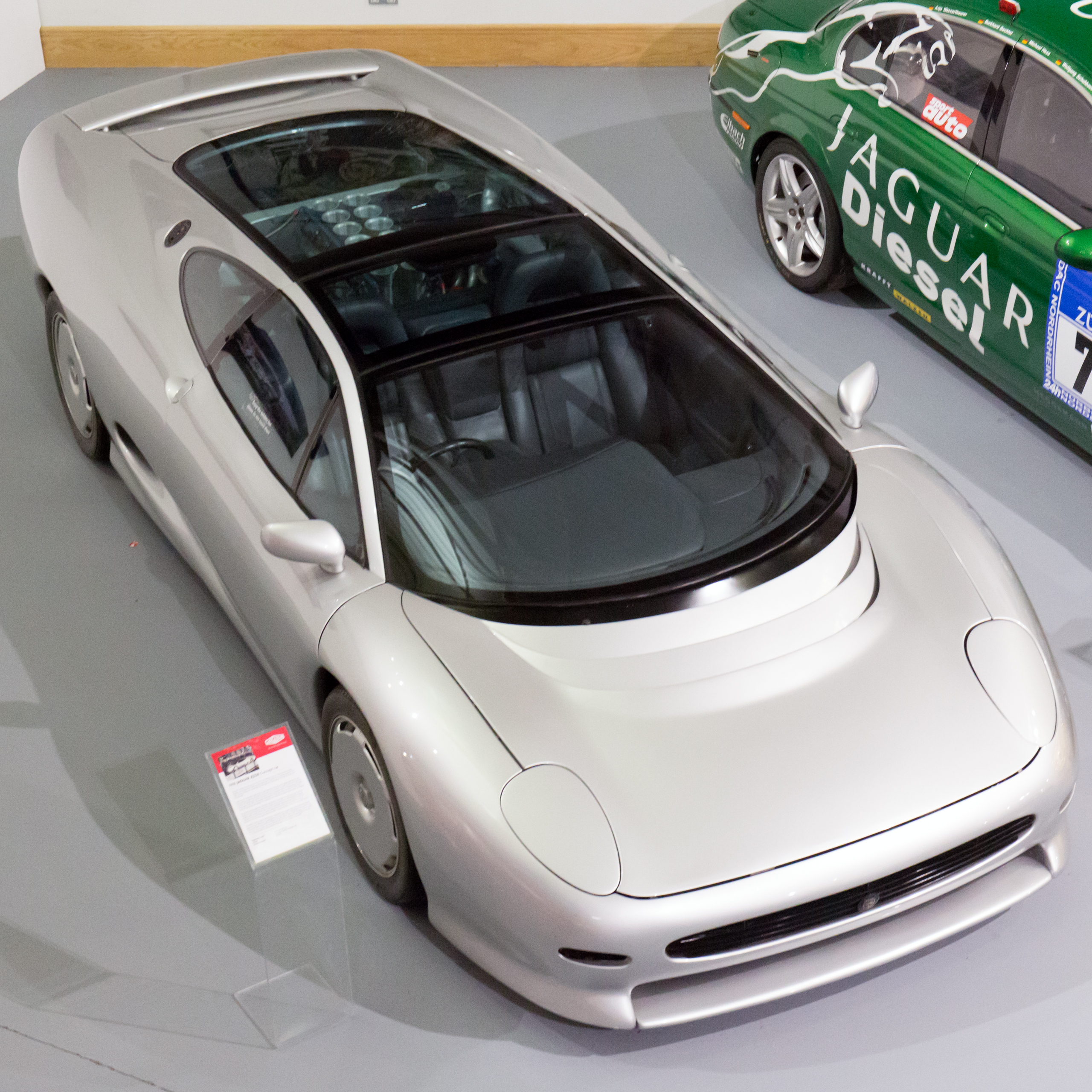
جگوار ایکس‌جی۲۲۰ مدل سال ۱۹۸۸

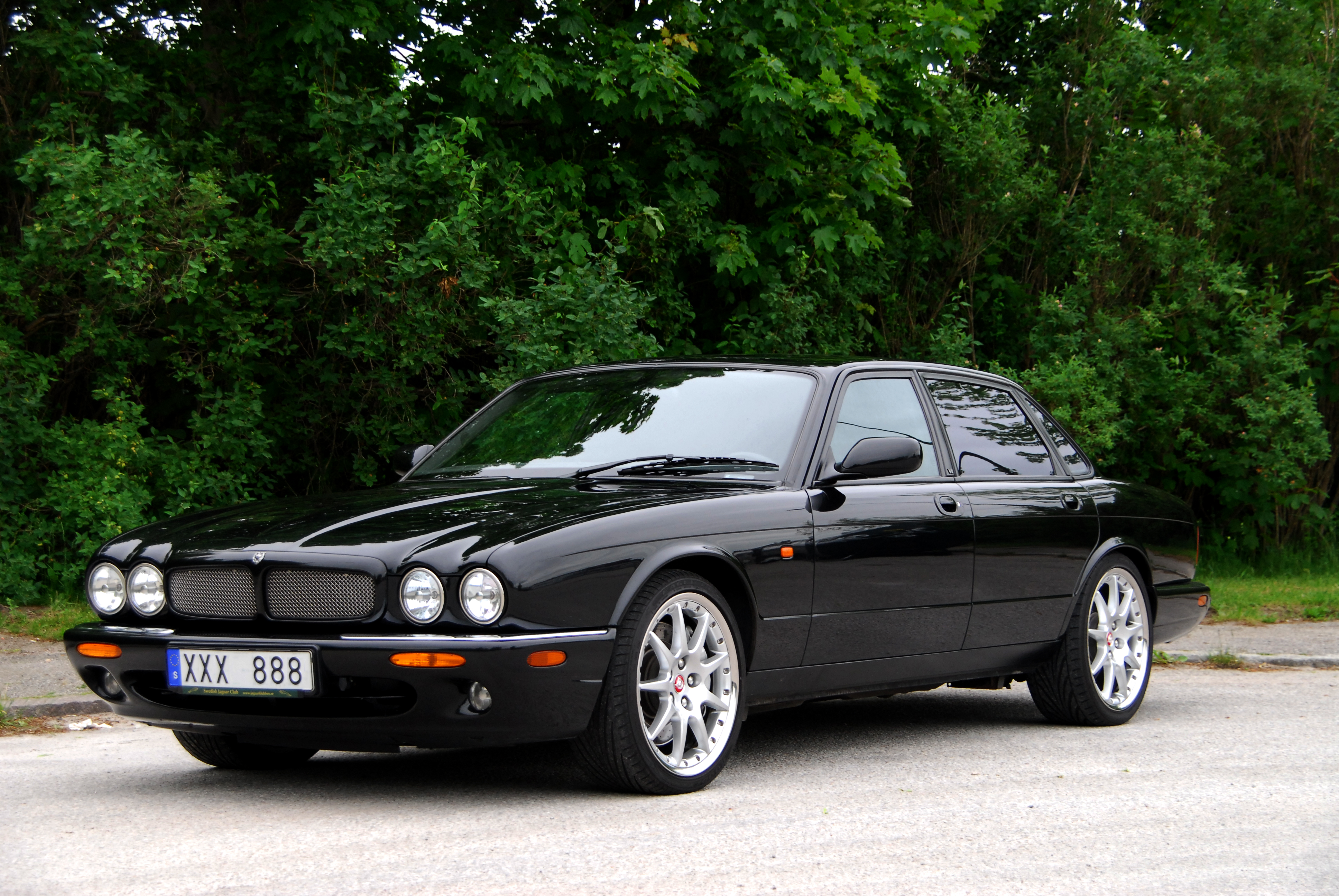
جگوار ایکس‌جی‌آر۱۰۰

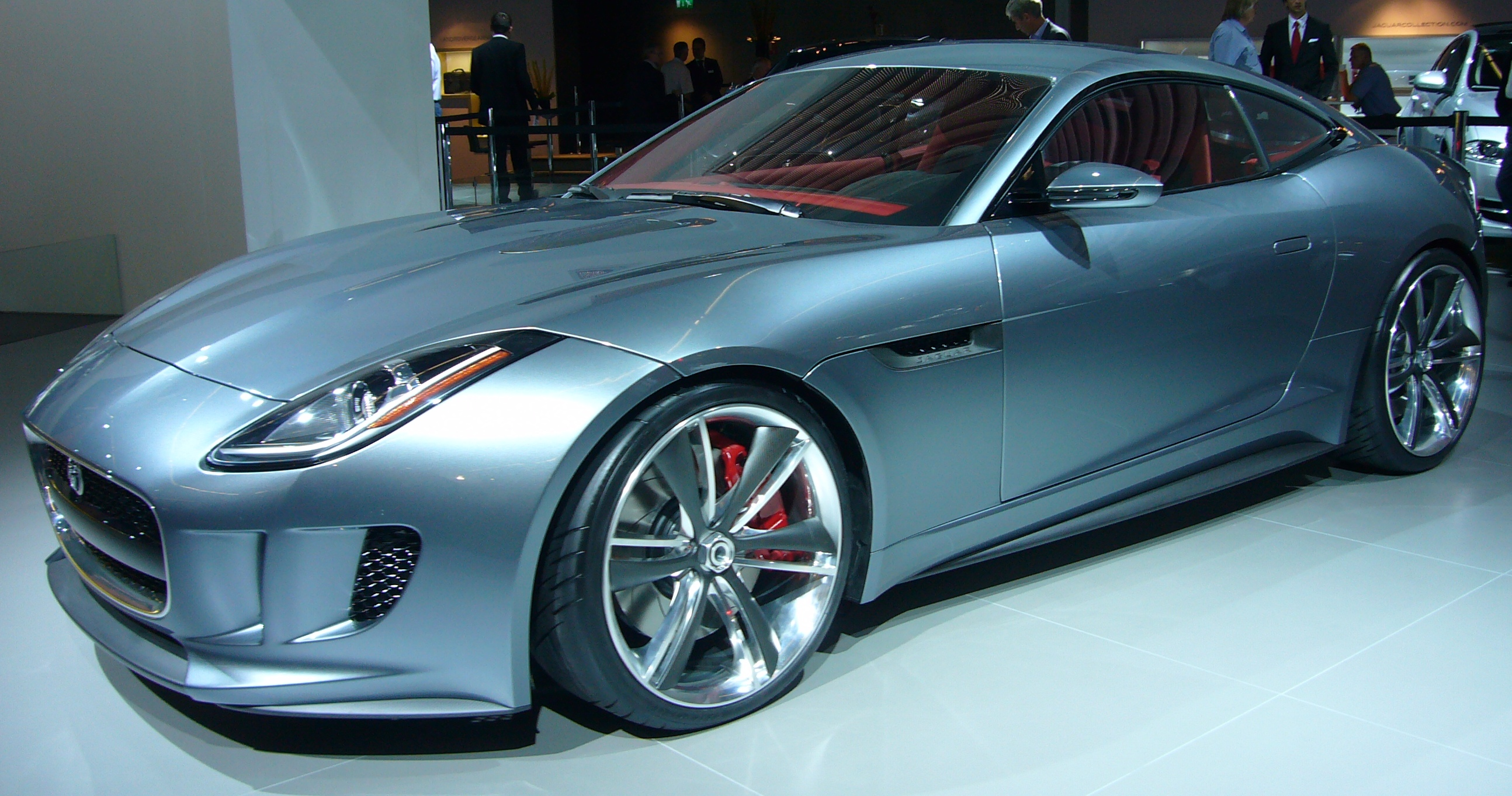
جگوار سی-ایکس۱۶ در نمایشگاه خودروی فرانکفورت ۲۰۱۱

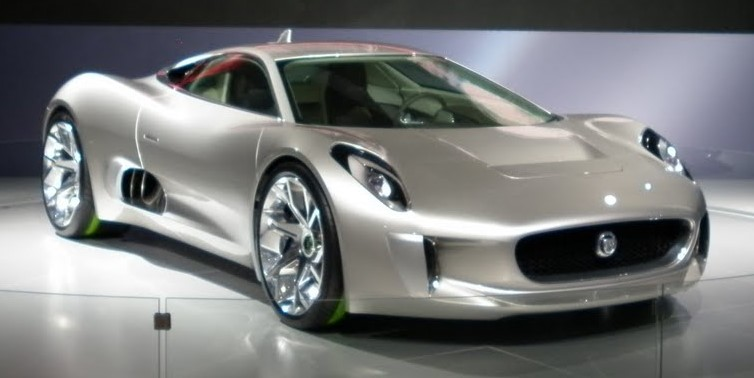
جگوار سی-ایکس۷۵ در نمایشگاه خودروی پاریس ۲۰۱۰

### ۱۹۳۱ تا ۱۹۴۰
| مدل خودرو      | سال‌های تولید |
| -------------- | ------------ |
| اس‌اس ۱         | ۱۹۳۲–۱۹۳۶    |
| اس‌اس ۲         | ۱۹۳۲–۱۹۳۶    |
| اس‌اس ۹۰        | ۱۹۳۵         |
| اس‌اس جگوار ۱٫۵ | ۱۹۳۶–۱۹۴۰    |
| اس‌اس جگوار ۲٫۵ | ۱۹۳۶–۱۹۴۰    |
| اس‌اس جگوار ۳٫۵ | ۱۹۳۸–۱۹۴۰    |
| جگوار اس‌اس۱۰۰  | ۱۹۳۶–۱۹۳۹    |

### ۱۹۴۵ تا کنون
| مدل خودرو        | سال‌های تولید |
| ---------------- | ------------ |
| جگوار ۱٫۵        | ۱۹۴۶–۱۹۴۸    |
| جگوار ۲٫۵        | ۱۹۴۶–۱۹۴۸    |
| جگوار ۳٫۵        | ۱۹۴۶–۱۹۴۸    |
| جگوار تیپ سی     | ۱۹۵۱–۱۹۵۳    |
| جگوار تیپ دی     | ۱۹۵۴–۱۹۵۶    |
| جگوار ایکس‌کا۱۴۰  | ۱۹۵۵–۱۹۵۷    |
| جگوار ۲٫۴ لیتر   | ۱۹۵۶–۱۹۵۹    |
| جگوار مارک هشت   | ۱۹۵۷–۱۹۵۸    |
| جگوار ایکس‌کااس‌اس | ۱۹۵۷         |
| جگوار ۳٫۴ لیتر   | ۱۹۵۷–۱۹۵۹    |
| جگوار ایکس‌کی۱۵۰  | ۱۹۵۷–۱۹۶۱    |
| جگوار مارک نه    | ۱۹۵۹–۱۹۶۱    |
| جگوار مارک ۲     | ۱۹۶۰–۱۹۶۷    |
| جگوار مارک ایکس  | ۱۹۶۲–۱۹۶۶    |
| جگوار تیپ (۱۹۶۳) | ۱۹۶۴–۱۹۶۸    |
| جگوار ایکس‌جی۱۳   | ۱۹۶۶         |
| جگوار ۴۲۰        | ۱۹۶۷–۱۹۶۸    |
| جگوار ۴۴۰        | ۱۹۶۷–۱۹۷۰    |
| جگوار ۲۴۰        | ۱۹۶۸–۱۹۶۹    |
| جگوار ۳۴۰        | ۱۹۶۸         |
| جگوار ایکس‌جی‌اس   | ۱۹۷۶–۱۹۹۱    |
| جگوار ایکس۲۰۰    | ۱۹۹۱–۱۹۹۶    |
| جگوار ایکس‌جی۲۲۰  | ۱۹۹۲–۱۹۹۴    |
| جگوار ایکس۳۰۰    | ۱۹۹۵–۱۹۹۷    |
| جگوار ایکس۱۰۰    | ۱۹۹۶–۲۰۰۵    |
| جگوار ایکس۳۰۸    | ۱۹۹۸–۲۰۰۲    |
| جگوار نوع اس     | ۱۹۹۹–۲۰۰۷    |
| جگوار نوع ایکس   | ۲۰۰۱–۲۰۰۹    |
| جگوار ایکس۳۵۰    | ۲۰۰۳–۲۰۰۹    |
| جگوار ایکس۱۵۰    | ۲۰۰۵-اکنون   |
| جگوار ایکس‌اف     | ۲۰۰۸-اکنون   |
| جگوار ایکس۳۵۱    | ۲۰۰۹-اکنون   |
| جگوار اف         | ۲۰۱۳-اکنون   |

## جگوار لندرور
جگوار لندرور، شرکت چندملیتی خودروسازی است، که در زمینه توسعه، طراحی، تولید و فروش انواع خودرو فعالیت می‌کند.
ریشه‌های مشارکت و همکاری دو شرکت خودروسازی جگوار کارز و لندرور به سال ۲۰۰۲ بازمی‌گردد، که با مدیریت کمپانی فورد شروع به فعال نمودند. شرکت فورد که در سال ۱۹۸۹ جگوار کارز را تصاحب کرده بود، در سال ۲۰۰۰ نیز اقدام به خریداری شرکت لندرور از گروه خودروسازی ب ام و نمود.
شرکت جگوار لندرور در سال ۲۰۰۸ در پی خریداری جگوار و لندرور توسط گروه خودروسازی هندی تاتا موتورز، راه‌اندازی شد، سپس برند رنجرور را نیز با آن‌ها ادغام نمود. این شرکت تا ماه مارس ۲۰۱۲ شمار ۳۰۵٫۸۵۹ دستگاه خودرو به‌فروش رسانده بود، که سهم لندرور؛ ۲۵۱٫۶۳۲ دستگاه و جگوار نیز ۵۴٫۲۲۷ دستگاه را، به خود اختصاص می‌داد. دفتر مرکزی شرکت جگوار لندرور در وایتلی، در حومه شهر کاونتری، میدلندز غربی، انگلستان قرار دارد.

## کارخانه‌های تولیدی
از سال ۲۰۰۸ که شرکت جگوار تحت مدیریت جگوار لندرور قرار گرفت، خودروهای این شرکت به‌همراه برندهای لندرور و رنجرور، توسط مهندسان هر سه شرکت، در کارخانه «وایتلی» کاونتری طراحی شده و در دو کارخانه مجهز جگوار لندرور ساخته می‌شوند. یکی از این کارخانه‌ها «کستل برومویچ» در بیرمنگام بوده و دیگری «هیل وود بادی» در نزدیکی لیورپول است.